# Glendo (Wyoming)
Glendo város az USA Wyoming államában, Platte megyében. Lakosainak száma 237 fő (2020. április 1.).

## Népesség
A település népességének változása:

| 2010 | 205 |
| 2020 | 237 |